# Wojnów (Wrocław)
Wojnów (niem. Drachenbrunn, 1945-1947 Dublany) – wysunięte najdalej na wschód osiedle Wrocławia, administracyjnie część osiedla Strachocin-Swojczyce-Wojnów. Na wschodzie graniczy z wsią Kamieniec Wrocławski i Łany w gminie Czernica. Główną arterią Wojnowa jest ulica Strachocińska znajdująca się w ciągu Drogi wojewódzkiej nr 455.
Dawniej osiedle było integralną częścią wsi Swojczyce, wzmiankowanej już w 1292. Wyodrębnione zostało w 1928, kiedy to włączono Swojczyce w granice Wrocławia. Po 1945 osiedlili się tu głównie repatrianci z Dublan pod Lwowem i nadali wsi nazwę Dublany. W 1947 zmieniono nazwę na Wojnów, nazwę tę zaproponował profesor Witold Taszycki chcąc w ten sposób upamiętnić swojego kolegę Wojnowskiego. W roku 1951 osiedle przyłączono do miasta. W latach 1945–1954 istniała gmina Wojnów.
W trakcie powodzi w 1997 roku osiedle zostało miejscowo podtopione, głównie w zachodniej części jednak nie odnotowano większych szkód takich jakie wystąpiły na Strachocinie lub Swojczycach. W 2010 roku sprawna akcja powodziowa zapewniła wzmocnienie wału przeciwpowodziowego oraz udaremniła lokalne przecieki wody.
W 2008 roku osiedle zostało skanalizowane. Ponadto wymieniono nawierzchnię przy ulicy Strachocińskiej oraz wyremontowano chodniki.
Obecnie we wschodniej części osiedla wybudowano Rondo im. Jerzego Popiełuszki będące częścią Wschodniej Obwodnicy Wrocławia.